# Ashnak
Ashnak es una localidad del raión de Talin, en la provincia de Aragatsotn, Armenia, con una población censada en octubre de 2011 de 1031 habitantes. 
Se encuentra ubicada al oeste de la provincia, cerca del río Aras —el principal afluente del río Kurá— y de la frontera con Turquía.